# Tennille
Tennille – miasto w Stanach Zjednoczonych, w stanie Georgia, w hrabstwie Washington.